# 桑特奈 (卢瓦-谢尔省)
桑特奈（法語：Santenay，法語發音：[sɑ̃tnɛ]）是法国卢瓦-谢尔省的一个市镇，属于布卢瓦区。

## 地理
桑特奈（47°34'0"N, 1°6'59"E）面积30.28 平方千米，位于法国中央-卢瓦尔河谷大区卢瓦-谢尔省，该省份为法国中北部省份，北起厄尔-卢瓦省，东北接卢瓦雷省，东南接谢尔省，南至安德尔省，西南接安德尔-卢瓦尔省，西北接萨尔特省。
与桑特奈接壤的市镇（或旧市镇、城区）包括：达姆玛丽莱布瓦、弗朗赛、埃尔博、梅朗、圣艾蒂安德盖雷、锡斯河畔瓦卢瓦尔、卢瓦尔河畔沃赞、瓦朗锡斯。

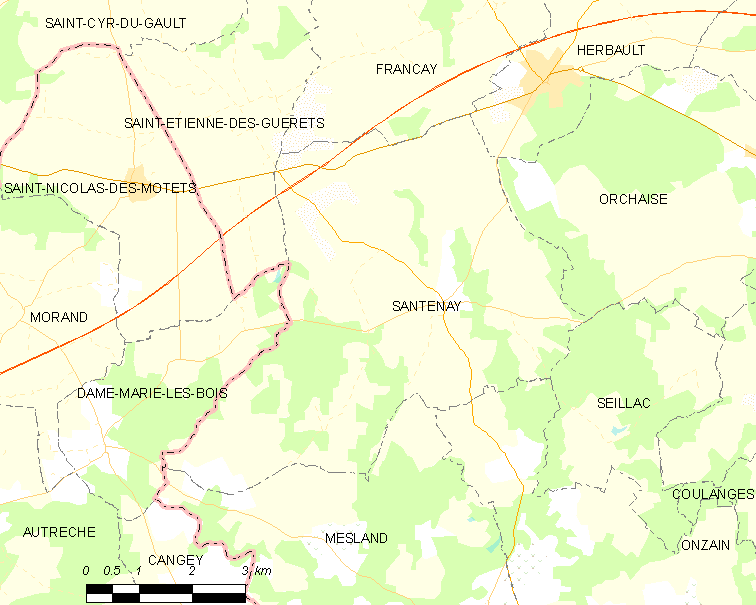
的OSM定位图

桑特奈的时区为UTC+01:00、UTC+02:00（夏令时）。

## 行政
桑特奈的邮政编码为41190，INSEE市镇编码为41234。

## 政治
桑特奈所属的省级选区为卢瓦尔河畔沃赞县。

## 人口

1962-2008年间人口变化图示

桑特奈于2022年1月1日时的人口数量为293人。